# Atherinops affinis
Atherinops affinis is een straalvinnige vissensoort uit de familie van koornaarvissen (Atherinidae). De wetenschappelijke naam van de soort is voor het eerst geldig gepubliceerd in 1860 door Ayres.
De soort staat op de Rode Lijst van de IUCN als niet bedreigd, beoordelingsjaar 2008. De omvang van de populatie is volgens de IUCN stabiel.